# Демир-Хисар
Деми́р-Хи́сар (макед. Демир Хисар, алб. Murgashovë/Murgashova) — город в юго-западной части Северной Македонии, в историко-географической области Демир-Хисар, центр одноименной Общины Демир-Хисар.

## География
Город расположен в 20 километрах к северо-западу от города Битола на правом берегу реки Црна на высоте 635 метра.
В 1990-е годы село Мургашево стало городом и получило новое имя Демир-Хисар по историко-географической области, в которой находится.
По переписи 2021 года, в Демир-Хисаре проживал 2431 житель.
| Национальность | Всего |
| македонцы      | 2473  |
| албанцы        | 62    |
| турки          | 22    |
| цыгане         | 11    |
| влахи          | 6     |
| сербы          | 7     |
| бошняки        | 2     |
| другие         | 10    |

## Фото

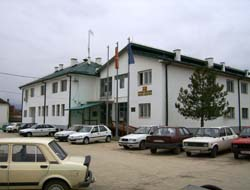
Администрация (сградата) общины Демир-Хисар

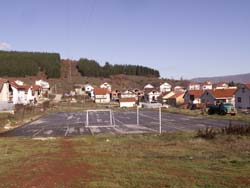

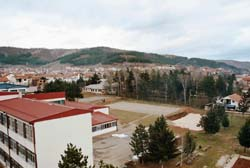